# DuerOS
DuerOS，是百度旗下度秘事業部推出的對話式人工智能系統，面向智能家居等物联网上游厂商提供人工智能语音识别与交互解决方案。
搭載設備可讓用戶以自然語言對話的交互方式，實現影音娛樂、信息查詢、生活服務、出行路況、設備控制、情感交流、鏈接服務、日程管理等10大類目的250多項功能的操作。目前已與國內外多家企業達成戰略合作，在中國和美國約有千人規模的團隊在開發人工智能技術。作為一個開放的操作系统，同時發布開放平台，搭建語音AI生態體系，支持第三方開發者的能力接入。度秘事業部還為B端廠商打造了語音智能分層解決方案Turnkey Solution，以適應各類型廠商不同層次的需求，幫助廠商完成智能化轉變。

## 歷史
- 2015年9月，百度旗下度秘團隊於百度世界大會推出人工智能語音助手應用程式度秘，機器人秘書通過純口語化的交互方式，在語義理解基礎上，以多輪對話為通路讓用戶得到簡單、高效、有趣的需求滿足。
- 2017年2月，百度旗下度秘事業部成立，它是由原本的度秘團隊獨立升級而成，全面負責產品與技術創新，加速對話式人工智能領域的產品落地，是百度人工智能戰略的重要組成部分。
- 2017年6月，百度旗下度秘事業部在美國矽谷設立研發團隊，以此儲備更豐富的技術和資源，讓語音交互更好的落地到場景應用中。[1]

## 外部連結
- （简体中文）DuerOS（页面存档备份，存于）